# Briquemesnil-Floxicourt
Briquemesnil-Floxicourt là một xã ở tỉnh Somme, vùng Hauts-de-France, Pháp.

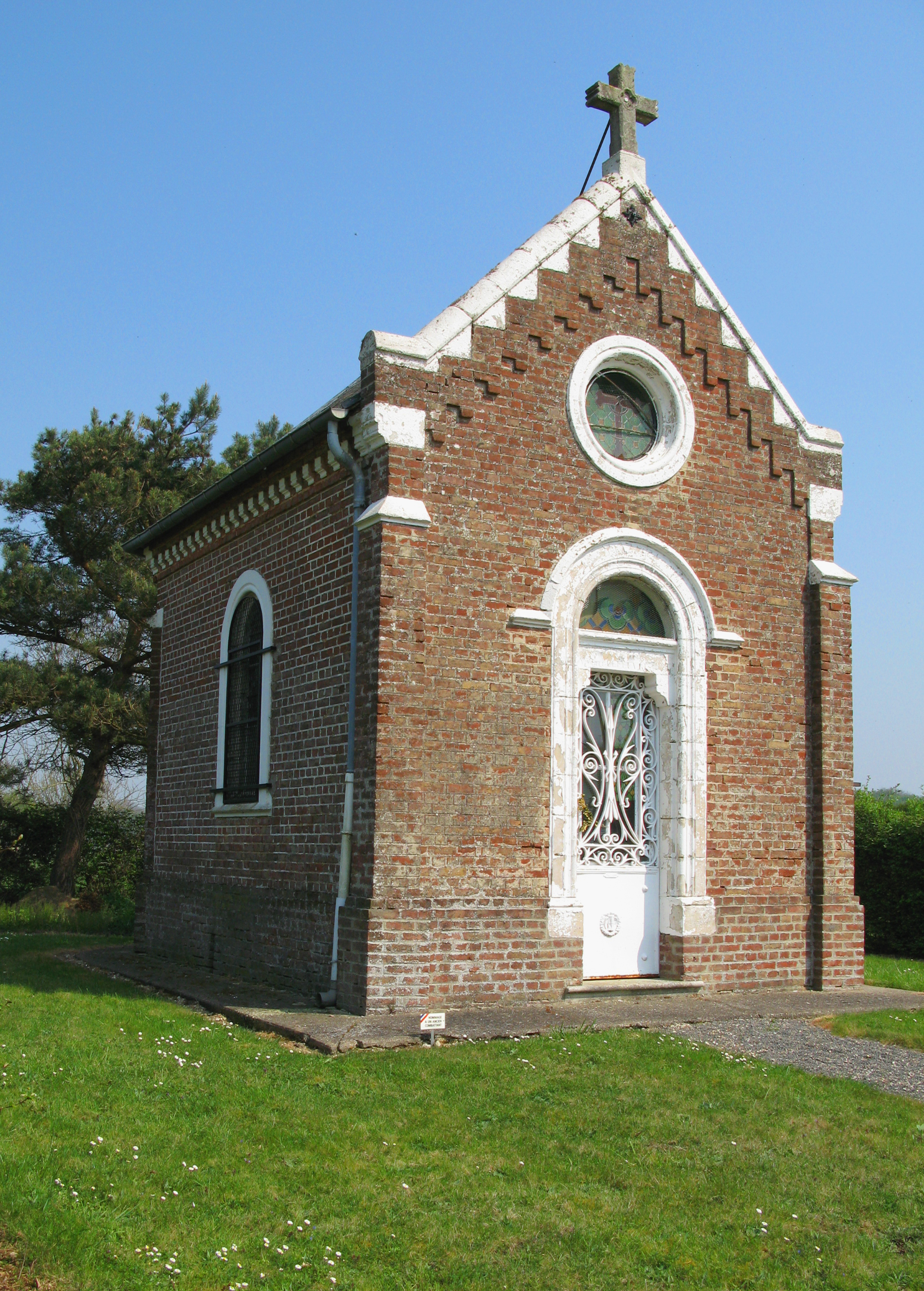
Nhà nguyện

## Địa lý
Thị trấn này tọa lạc trên đường D211, khoảng 15 dặm Anh về phía tây của Amiens.

## Dân số
| 1962                                                           | 1968 | 1975 | 1982 | 1990 | 1999 |
| -------------------------------------------------------------- | ---- | ---- | ---- | ---- | ---- |
| 134                                                            | 136  | 143  | 173  | 182  | 153  |
| Số liệu điều tra dân số từ năm 1962, dân số không tính hai lần |      |      |      |      |      |